# لیتل راک (اکلاهما)
لیتل راک (به انگلیسی: Little Rock) یک منطقهٔ مسکونی در ایالات متحده آمریکا است که در اکلاهما واقع شده‌است. لیتل راک ۱۸٫۲۱ کیلومتر مربع مساحت دارد ۲۷۸٫۹ متر بالاتر از سطح دریا واقع شده‌است.